# Бриджпорт (Вашингтон)
Бриджпорт (англ. Bridgeport) — місто (англ. city) в США, в окрузі Дуглас штату Вашингтон. Населення — 2141 особа (2020).

## Географія
Бриджпорт розташований за координатами 48°0′23″ пн. ш. 119°40′24″ зх. д. / 48.00639° пн. ш. 119.67333° зх. д. (48.006287, -119.673431).  За даними Бюро перепису населення США в 2010 році місто мало площу 2,71 км², з яких 2,71 км² — суходіл та 0,00 км² — водойми.

### Клімат
| Клімат : Бриджпорт      | Клімат : Бриджпорт | Клімат : Бриджпорт | Клімат : Бриджпорт | Клімат : Бриджпорт | Клімат : Бриджпорт | Клімат : Бриджпорт | Клімат : Бриджпорт | Клімат : Бриджпорт | Клімат : Бриджпорт | Клімат : Бриджпорт | Клімат : Бриджпорт | Клімат : Бриджпорт | Клімат : Бриджпорт |
| Показник                | Січ.               | Лют.               | Бер.               | Квіт.              | Трав.              | Черв.              | Лип.               | Серп.              | Вер.               | Жовт.              | Лист.              | Груд.              | Рік                |
| Абсолютний максимум, °C | 17,8               | 17,8               | 25,6               | 33,9               | 39,4               | 45,0               | 43,3               | 43,3               | 39,4               | 32,8               | 23,9               | 15,0               | 45,0               |
| Середній максимум, °C   | 1,6                | 5,6                | 12,6               | 18,4               | 23,2               | 27,4               | 32,2               | 32,1               | 26,3               | 17,3               | 6,8                | 1,3                | 17,1               |
| Середній мінімум, °C    | −5,2               | −3,4               | 0,1                | 3,4                | 7,6                | 11,5               | 14,6               | 14,0               | 9,2                | 3,4                | −1,8               | −5,4               | 4,1                |
| Абсолютний мінімум, °C  | −28,3              | −28,3              | −16,7              | −8,9               | −8,3               | −2,2               | −0,6               | 1,7                | −1,7               | −12,2              | −22,8              | −28,3              | −28,3              |
| Норма опадів, мм        | 36                 | 29                 | 23                 | 15                 | 23                 | 22                 | 13                 | 8                  | 10                 | 16                 | 35                 | 45                 | 275                |
| ----------------------- | ------------------ | ------------------ | ------------------ | ------------------ | ------------------ | ------------------ | ------------------ | ------------------ | ------------------ | ------------------ | ------------------ | ------------------ | ------------------ |
| Джерело:                |                    |                    |                    |                    |                    |                    |                    |                    |                    |                    |                    |                    |                    |

## Демографія
Згідно з переписом 2010 року, у місті мешкало 2409 осіб у 673 домогосподарствах у складі 525 родин. Густота населення становила 888 осіб/км².  Було 745 помешкань (274/км²).
Расовий склад населення:
| - 57,4 % — білих - 0,6 % — корінних американців - 0,5 % — чорних або афроамериканців - 0,4 % — азіатів - 38,7 % — осіб інших рас |

До двох чи більше рас належало 2,4 %. Частка іспаномовних становила 76,7 % від усіх жителів.
За віковим діапазоном населення розподілялося таким чином: 37,4 % — особи молодші 18 років, 54,3 % — особи у віці 18—64 років, 8,3 % — особи у віці 65 років та старші. Медіана віку мешканця становила 25,6 року. На 100 осіб жіночої статі у місті припадало 109,8 чоловіків;  на 100 жінок у віці від 18 років та старших — 111,3 чоловіків також старших 18 років.
Середній дохід на одне домашнє господарство  становив 43 285 доларів США (медіана — 38 077), а середній дохід на одну сім'ю — 45 166 доларів (медіана — 38 644). Медіана доходів становила 22 136 доларів для чоловіків та 21 217 доларів для жінок. За межею бідності перебувало 21,0 % осіб, у тому числі 32,0 % дітей у віці до 18 років та 3,1 % осіб у віці 65 років та старших.
Цивільне працевлаштоване населення становило 1014 особи. Основні галузі зайнятості: сільське господарство, лісництво, риболовля — 46,1 %, освіта, охорона здоров'я та соціальна допомога — 21,6 %, оптова торгівля — 8,0 %, науковці, спеціалісти, менеджери — 5,5 %.